# Чемпионат России по лёгкой атлетике в помещении 2006
Чемпионат России по лёгкой атлетике в помещении 2006 года прошёл 16—18 февраля в Москве в манеже ЛФК «ЦСКА». Соревнования являлись отборочными в сборную России на чемпионат мира в помещении, прошедший 10—12 марта также в Москве в спортивном комплексе «Олимпийский». В чемпионате приняли участие 712 спортсменов из 67 регионов России. На протяжении 3 дней было разыграно 28 комплектов медалей.
Зимой 2006 года также были проведены чемпионаты России в отдельных дисциплинах лёгкой атлетики.
- 28—29 января — чемпионат России по бегу на 100 км в помещении (Москва)
- 4—5 февраля — чемпионат России по многоборьям в помещении (Москва)

## Соревнования
По уровню показанных результатов чемпионат России в помещении — 2006 стал одним из самых лучших в истории. На нём было побито два мировых рекорда, одно высшее мировое достижение, показано семь лучших результатов в истории национального первенства и большое количество лучших результатов сезона в мире.
Обладательницей лучшего результата в мировой истории на нечасто проводимой дистанции 3000 м с препятствиями в помещении стала Татьяна Петрова — 9.07,00, улучшившая таким образом предыдущее достижение более чем на 14 секунд.
Новой рекордсменкой мира в «гладком» беге на 3000 метров стала Лилия Шобухова — 8.27,86. Свой личный рекорд в помещении спортсменка улучшила сразу на 19 секунд и превзошла даже своё лучшее время на этой дистанции на открытом воздухе (8.34,85). Серебряная призёрка соревнований, Олеся Сырьева, также пробежала быстрее прежнего мирового рекорда.
Острейшая борьба развернулась на дистанции 1500 метров у женщин. С самого начала был задан высокий темп, в лидеры вышли Елена Каналес, Юлия Чиженко и Елена Соболева. Эти легкоатлетки в итоге и разыграли между собой медали. Решающим в борьбе за победу стало финишное ускорение Соболевой чуть больше, чем за круг до финиша, принёсшее ей помимо золота новый мировой рекорд — 3.58,28, что на 1,70 секунды быстрее предыдущего.
Рекорд России среди молодёжи (до 23 лет) в толкании ядра установил Антон Любославский — 20,75 м, с этим результатом впервые в карьере ставший чемпионом страны.
Четыре участника взяли 2,32 м и выше в прыжке в высоту у мужчин, а победителем с лучшим результатом в истории чемпионатов России в помещении стал Андрей Терёшин — 2,36 м.
За явным преимуществом выиграл 60 метров Андрей Епишин, подтвердивший свою великолепную готовность в сезоне 2006 года.
Второй раз в карьере из 50 секунд в беге на 400 метров в помещении «выбежала» Наталья Назарова — 49,98, что всего лишь на 0,3 секунды хуже её же рекорда России, установленного двумя годами ранее. Данный результат стал лучшим в мировом рейтинге сезона, седьмым в мировой истории и вторым в XXI веке.
Всего 0,04 секунды не хватило до рекорда России чемпионке на дистанции 800 метров Ольге Котляровой, установившей лучший результат сезона в мире — 1.57,51.

## Медалисты

### Мужчины
| Дисциплина             | Золото                                                                                      | Золото  | Серебро                                                                          | Серебро | Бронза                                                                        | Бронза  |
| ---------------------- | ------------------------------------------------------------------------------------------- | ------- | -------------------------------------------------------------------------------- | ------- | ----------------------------------------------------------------------------- | ------- |
| 60 м                   | Андрей Епишин Москва Московская область                                                     | 6,62    | Александр Смирнов Москва Карелия                                                 | 6,72    | Александр Волков Краснодарский край                                           | 6,74    |
| 200 м                  | Иван Теплых Свердловская область                                                            | 21,32   | Роман Смирнов Москва                                                             | 21,49   | Максим Мокроусов Липецкая область Самарская область                           | 21,78   |
| 400 м                  | Дмитрий Петров Москва                                                                       | 46,28   | Владислав Фролов Тамбовская область                                              | 46,60   | Евгений Лебедев Нижегородская область                                         | 46,69   |
| 800 м                  | Рамиль Ариткулов Башкортостан                                                               | 1.47,08 | Дмитрий Богданов Московская область Санкт-Петербург                              | 1.47,46 | Иван Нестеров Пермский край                                                   | 1.47,81 |
| 1500 м                 | Юрий Борзаковский Московская область                                                        | 3.41,53 | Александр Кривчонков Брянская область                                            | 3.43,00 | Роман Коваль Свердловская область                                             | 3.43,52 |
| 3000 м                 | Сергей Иванов Чувашия                                                                       | 7.48,18 | Павел Наумов Москва                                                              | 7.50,44 | Эдуард Бордуков Москва                                                        | 7.54,70 |
| 3000 м с препятствиями | Андрей Кожевников Москва Пензенская область                                                 | 8.22,39 | Андрей Фарносов Москва Московская область                                        | 8.23,16 | Павел Потапович Москва Курская область                                        | 8.28,94 |
| 60 м с барьерами       | Евгений Борисов Московская область                                                          | 7,65    | Яков Петров Свердловская область                                                 | 7,79    | Сергей Манаков Татарстан                                                      | 7,80    |
| Прыжок в высоту        | Андрей Терёшин Москва Ивановская область                                                    | 2,36 м  | Ярослав Рыбаков Москва Ярославская область                                       | 2,34 м  | Андрей Сильнов Ростовская область                                             | 2,32 м  |
| Прыжок в высоту        | Андрей Терёшин Москва Ивановская область                                                    | 2,36 м  | Ярослав Рыбаков Москва Ярославская область                                       | 2,34 м  | Иван Ухов Свердловская область                                                | 2,32 м  |
| Прыжок с шестом        | Дмитрий Стародубцев Москва Челябинская область                                              | 5,65 м  | Игорь Павлов Москва Орловская область                                            | 5,60 м  | Дмитрий Купцов Москва Челябинская область                                     | 5,60 м  |
| Прыжок в длину         | Руслан Гатауллин Санкт-Петербург Татарстан                                                  | 8,11 м  | Владимир Малявин Москва                                                          | 7,90 м  | Дмитрий Сапинский Москва Приморский край                                      | 7,90 м  |
| Тройной прыжок         | Виктор Гущинский Москва Красноярский край                                                   | 17,22 м | Игорь Спасовходский Москва                                                       | 17,09 м | Данил Буркеня Москва                                                          | 17,08 м |
| Толкание ядра          | Антон Любославский Иркутская область                                                        | 20,75 м | Павел Софьин Московская область Москва                                           | 20,17 м | Григорий Панфилов Иркутская область Бурятия                                   | 18,86 м |
| Эстафета 4×200 м       | Свердловская область · Иван Теплых · Ильдар Гафаров · Александр Ладейщиков · Дмитрий Форшев | 1.25,47 | Тюменская область Иван Бузолин Павел Шадрин Николай Александров Андрей Рудницкий | 1.25,58 | Москва · Рамис Абдулкадеров · Алексей Бакшеев · Павел Поляков · Иван Кожухарь | 1.26,34 |

### Женщины
| Дисциплина             | Золото                                                                                               | Золото  | Серебро                                                                         | Серебро | Бронза                                                                             | Бронза      |
| ---------------------- | --- | ------- | ------------------------------------------------------------------------------- | ------- | ---------------------------------------------------------------------------------- | ----------- |
| 60 м                   | Мария Боликова Волгоградская область Калмыкия                                                        | 7,20    | Лариса Круглова Мурманская область                                              | 7,23    | Оксана Кислова Санкт-Петербург                                                     | 7,29        |
| 200 м                  | Наталья Иванова Москва                                                                               | 23,13   | Елена Новикова Тульская область Калужская область                               | 23,19   | Людмила Зуенко Санкт-Петербург                                                     | 23,28       |
| 400 м                  | Наталья Назарова Москва                                                                              | 49,98   | Олеся Красномовец Свердловская область                                          | 50,04   | Наталья Антюх Москва Санкт-Петербург                                               | 50,37       |
| 800 м                  | Ольга Котлярова Свердловская область                                                                 | 1.57,51 | Наталья Цыганова Московская область Челябинская область                         | 1.59,64 | Светлана Черкасова Москва Хабаровский край                                         | 2.00,87     |
| 1500 м                 | Елена Соболева Москва Брянская область                                                               | 3.58,28 | Юлия Чиженко Санкт-Петербург Брянская область                                   | 4.01,26 | Елена Каналес Калужская область                                                    | 4.03,53     |
| 3000 м                 | Лилия Шобухова Башкортостан                                                                          | 8.27,86 | Олеся Сырьева Омская область                                                    | 8.29,00 | Ольга Комягина Санкт-Петербург                                                     | 8.35,67     |
| 3000 м с препятствиями | Татьяна Петрова Московская область Чувашия                                                           | 9.07,00 | Наталья Черепанова Москва                                                       | 9.27,82 | Олеся Тюрина [a] Санкт-Петербург                                                   | 9.43,84 [a] |
| 60 м с барьерами       | Ольга Корсунова Тульская область Калужская область                                                   | 8,09    | Татьяна Павлий Ставропольский край                                              | 8,10    | Александра Антонова Москва                                                         | 8,20        |
| Прыжок в высоту        | Елена Слесаренко Волгоградская область                                                               | 1,98 м  | Анна Чичерова Москва Ростовская область                                         | 1,95 м  | Екатерина Савченко Омская область                                                  | 1,95 м      |
| Прыжок с шестом        | Светлана Феофанова Москва                                                                            | 4,55 м  | Татьяна Полнова Краснодарский край                                              | 4,50 м  | Анастасия Кирьянова Москва                                                         | 4,20 м      |
| Прыжок с шестом        | Светлана Феофанова Москва                                                                            | 4,55 м  | Татьяна Полнова Краснодарский край                                              | 4,50 м  | Анастасия Шведова Санкт-Петербург                                                  | 4,20 м      |
| Прыжок в длину         | Оксана Удмуртова Волгоградская область Удмуртия                                                      | 6,77 м  | Людмила Колчанова Костромская область                                           | 6,69 м  | Елена Кремнёва Белгородская область                                                | 6,51 м      |
| Тройной прыжок         | Анна Пятых Москва                                                                                    | 14,69 м | Татьяна Лебедева Волгоградская область                                          | 14,61 м | Оксана Рогова Тамбовская область                                                   | 14,38 м     |
| Толкание ядра          | Ольга Рябинкина Санкт-Петербург Брянская область                                                     | 19,07 м | Ольга Иванова Москва Тверская область                                           | 18,14 м | Оксана Гаус Московская область Чувашия                                             | 18,08 м     |
| Эстафета 4×200 м       | Свердловская область · Наталья Михайловская · Татьяна Дектярёва · Елена Колесникова · Ирина Хабарова | 1.34,86 | Москва · Евгения Полякова · Наталья Назарова · Ксения Задорина · Татьяна Левина | 1.35,02 | Ульяновская область Татьяна Егорова Екатерина Вуколова Ольга Сурина Марина Панкова | 1.36,09     |

a  25 июля 2006 года в своём ежемесячном информационном письме ИААФ сообщила имена легкоатлетов, подвергшихся дисквалификации в связи с допинговыми нарушениями. Среди них оказалась российская бегунья на средние дистанции Юлия Мочалова, которая сдала положительную допинг-пробу 5 февраля 2006 года на первенстве России среди юниоров в Волгограде. Спортсменка была отстранена от выступления в соревнованиях на 2 года, а все её результаты после забора пробы в соответствии с правилами были аннулированы, в том числе 3-е место в беге на 3000 метров с препятствиями на чемпионате России в помещении — 2006 с высшим мировым достижением среди молодёжи 9.28,63.

## Чемпионат России по бегу на 100 км
Чемпионат России по бегу на 100 километров в помещении прошёл 28—29 января в Москве в легкоатлетическом манеже спорткомплекса «Крылатское». Соревнования прошли в рамках VI сверхмарафона «Ночь Москвы» впервые в истории: прежде на этом же турнире четыре года подряд определялись чемпионы страны в 6-часовом беге. В соответствии с регламентом дистанцию 100 км могли закончить только те участники, кто после 6 часов бега преодолел более 70 км. В итоге до финиша добрались 7 мужчин и 3 женщины.

### Мужчины
| Дисциплина | Золото                                | Золото  | Серебро                        | Серебро | Бронза                              | Бронза  |
| ---------- | ------------------------------------- | ------- | ------------------------------ | ------- | ----------------------------------- | ------- |
| 100 км     | Александр Вишнягов Курганская область | 6:47.55 | Игорь Тяжкороб Курская область | 6:51.18 | Владимир Нетреба Пензенская область | 7:33.01 |

### Женщины
| Дисциплина | Золото                       | Золото  | Серебро                                  | Серебро | Бронза                          | Бронза  |
| ---------- | ---------------------------- | ------- | ---------------------------------------- | ------- | ------------------------------- | ------- |
| 100 км     | Надежда Карасёва Саха−Якутия | 8:30.43 | Валентина Нерубенко Белгородская область | 9:09.57 | Елена Симутина Брянская область | 9:33.54 |

## Чемпионат России по многоборьям
Чемпионы страны в мужском семиборье и женском пятиборье определились 4—5 февраля 2006 года в Москве в манеже «Спартак». Личные рекорды и лучшие результаты сезона в мире показали новоиспечённые чемпионы, Александр Погорелов (6229 очков) и Ольга Левенкова (4713 очков). Всего 4 очка в борьбе за золото проиграл Алексей Дроздов, который почти смог отыграть большое преимущество Погорелова в заключительном виде, беге на 1000 метров.

### Мужчины
| Дисциплина | Золото                                               | Золото     | Серебро                                 | Серебро    | Бронза                             | Бронза     |
| ---------- | ---------------------------------------------------- | ---------- | --------------------------------------- | ---------- | ---------------------------------- | ---------- |
| Семиборье  | Александр Погорелов Брянская область Курская область | 6229 очков | Алексей Дроздов Москва Брянская область | 6225 очков | Константин Смирнов Томская область | 6047 очков |

### Женщины
| Дисциплина | Золото                              | Золото     | Серебро                                     | Серебро    | Бронза                                     | Бронза     |
| ---------- | ----------------------------------- | ---------- | ------------------------------------------- | ---------- | ------------------------------------------ | ---------- |
| Пятиборье  | Ольга Левенкова Кемеровская область | 4713 очков | Юлия Игнаткина Москва Нижегородская область | 4648 очков | Наталья Котова Москва Владимирская область | 4487 очков |

## Состав сборной России для участия в чемпионате мира
По итогам чемпионата и с учётом выполнения необходимых нормативов, в состав сборной для участия в чемпионате мира в помещении в Москве вошли 62 атлета (30 мужчин и 32 женщины):
Мужчины
60 м: Андрей Епишин, Александр Волков.

400 м: Дмитрий Петров, Владислав Фролов.

Эстафета 4х400 м: Дмитрий Петров, Владислав Фролов, Евгений Лебедев, Константин Свечкарь, Александр Деревягин, Андрей Полукеев.

800 м: Юрий Борзаковский — имел освобождение от отбора, Рамиль Ариткулов.

1500 м: Александр Кривчонков.

3000 м: Сергей Иванов, Павел Наумов.

60 м с барьерами: Евгений Борисов, Игорь Перемота.

Прыжок в высоту: Андрей Терёшин, Ярослав Рыбаков.

Прыжок с шестом: Дмитрий Стародубцев, Игорь Павлов.

Прыжок в длину: Руслан Гатауллин, Виталий Шкурлатов.

Тройной прыжок: Виктор Гущинский, Игорь Спасовходский.

Толкание ядра: Антон Любославский, Павел Софьин.

Семиборье: Александр Погорелов, Алексей Дроздов, Константин Смирнов.
Женщины
60 м: Мария Боликова, Лариса Круглова.

400 м: Наталья Назарова, Олеся Красномовец.

Эстафета 4х400 м: Наталья Назарова, Олеся Красномовец, Наталья Антюх, Татьяна Левина, Татьяна Вешкурова, Юлия Гущина, Ольга Зайцева.

800 м: Ольга Котлярова, Наталья Цыганова.

1500 м: Елена Соболева, Юлия Чиженко.

3000 м: Лилия Шобухова, Олеся Сырьева.

60 м с барьерами: Ольга Корсунова, Татьяна Павлий.

Прыжок в высоту: Елена Слесаренко, Екатерина Савченко.

Прыжок с шестом: Елена Исинбаева — имела освобождение от отбора, Светлана Феофанова.

Прыжок в длину: Татьяна Котова — имела освобождение от отбора, Оксана Удмуртова.

Тройной прыжок: Анна Пятых, Татьяна Лебедева.

Толкание ядра: Ольга Рябинкина, Ольга Иванова.

Пятиборье: Ольга Левенкова, Юлия Игнаткина, Светлана Ладохина.